# قلاب مقعدی

قلاب مقعدی

قلاب مقعدی یک میله صاف فلزی است که اغلب به کره‌ای فلزی منتهی می‌شود. این ابزار برای ایجاد لذت جنسی به مقعد وارد می‌شود.